# یوروکم
یوروکم (روسی: ЕвроХим) شرکت صنایع شیمیایی سوئیسی است، که اکثریت سهام آن متعلق به آندره ملنیشنکو می‌باشد.